# خدمات پزشکی اورژانس

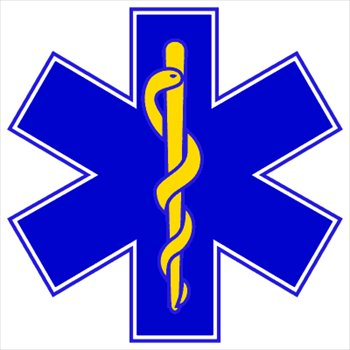
ستاره زندگی نماد اورژانس

پیاده‌سازی دو شماره تلفن مورد تأیید اتحادیه بین‌المللی مخابرات (ITU) در جهان:

خدمات پزشکی اورژانس (به انگلیسی: Emergency medical services) یا به اختصار EMS که هینرسی پیش‌بیمارستانی (به فرانسوی: Aide médical urgent)، به مجموعه خدمات فوریت‌های پزشکی گفته می‌شود که درمان‌های اضطراری یا انتقال مصدوم در خارج از محیط بیمارستان صورت پذیرد.
این سیستم در کشور ایران بنام مرکز فوریتهای پزشکی شناخته می‌شود که هم‌اکنون زیر مجموعه مراکز مدیریت حوادث و فوریت‌های پزشکی می‌باشد. دسترسی به خدمات پزشکی اورژانس از طریق شماره امدادی ۱۱۵ امکان‌پذیر می‌باشد.

## فرایند امداد خواهی و امداد رسانی در خدمات پزشکی اورژانس
۱- تماس با شماره ۱۱۵
با تماس با شماره ۱۱۵ (بدون پیش‌شماره یا کد) در هر نقطه از کشور ایران این تماس به اتاق فرمان فوریت‌های پزشکی وصل شده و کارشناس حاضر در اتاق فرمان سؤالاتی را در مورد مصدوم یا حادثه از شما می‌پرسد.
۲- گرفتن شرح حال و آدرس:
شخصی که با اورژانس تماس می‌گیرد باید بر بالین بیمار حاضر باشد و بتواند به سؤالات کارشناس اتاق فرمان پاسخ دهد. این سؤالات بیشتر در مورد مشکل فعلی بیمار، سن، جنس و علایم قابل مشهود در بیمار است. در اکثر موارد سؤالات و مشکلات مطرح شده توسط امدادخواه از طریق مشاوره با پزشک اتاق فرمان قابل برطرف کردن بوده و نیازی به اعزام واحد امدادی ندارد. در مورد تصادفات از تماس گیرنده در مورد تعداد مصدومین، نوع حادثه و نیاز به نجات مصدومین سؤال می‌شود.
۳-اعزام واحد امدادی:
چنانچه کارشناس یا پزشک حاضر در اتاق فرمان به این نتیجه برسد که وضعیت بیمار اورژانسی است یک واحد امدادی اورژانس را که به محل حادثه نزدیک تر است اعزام می‌کند.
۴-انجام اقدامات فوری در صحنه حادثه
به محض رسیدن نیروهای امدادی اورژانس به صحنه حادثه در اولین فرصت همه مصدومین و بیماران را معاینه، ارزیابی و اولویت بندی کرده و سپس برای رفع مشکلات فوری آن‌ها اقدام می‌کنند. از جمله این اقدامات بازکردن راه هوایی بیمار ، کنترل خونریزی، انجام عملیات احیای قلبی ریوی و ثابت سازی اندامهای شکسته می‌باشد.
1. انتقال مصدوم یا بیمار به داخل آمبولانس
2. هماهنگی با اتاق فرمان برای اعزام به مرکز درمانی: این مرکز درمانی معمولاً نزدیکترین مرکز درمانی در محدوده صحنه حادثه می‌باشد که امکان ارائه خدمات لازم را به مصدوم یا بیمار دارد.
3. تحویل بیمار به مرکز درمانی:

در این مرحله پرسنل اورژانس ۱۱۵ مصدوم یا بیمار خود را با ارائه شرح حال لازم به پزشک یا مسئول اورژانس مرکز درمانی تحویل داده و در اینجا مأموریت آن‌ها به پایان می‌رسد.
ترکیب یک واحد امدادی اورژانس ۱۱۵:
یک واحد اورژانس پزشکی اورژانس شامل ۳ جزء اصلی نیروی انسانی، تجهیزات تخصصی و وسیله نقلیه می‌باشد.
نیروی انسانی:
پرسنل با مدرک دانشگاهی از رشته‌های فوریتهای پزشکی هستند. که با پست سازمانی تکنسین فوریت‌های پزشکی و کارشناس فوریت‌های پزشکی مشغول به خدمت هستند
تجهیزات تخصصی:
این تجهیزات شامل وسایل بازکردن و مدیریت راه هوایی بیمار، ثابت سازی اندامهای شکسته، وسایل مخصوص حمل و نقل بیمار، وسایل احیا قلبی ریوی و داروهای اورژانسی می‌باشد.
وسیله نقلیه:
این وسیله با توجه به شرایط محیط امدادرسانی متفاوت است. بیشترین وسیله امدادی در اورژانس ۱۱۵ آمبولانس می‌باشد. البته در مواردی از موتورسیکلت یا کشتی و هلیکوپتر هم استفاده می‌شود.